# Eero Yrjö Pehkonen
Eero Yrjö (E. Y.) Pehkonen, född 28 maj 1882 i Limingo, död 27 februari 1949 i Uleåborg, var en finländsk politiker och senator, statsråd 1948.
Han var son till Juho Pehkonen och Maria Kaakinen, och sedan 1911 gift med bokbindardottern Saimi Koski. 
Pehkonen tog agronomexamen 1905 och var därefter lärare, konsulent och sekreterare i olika jordbrukssammanslutningar 1905-17. 1917-18 var han biträdande chef för Ekonomidepartementets jordbruksexpedition. Han var medlem (agrarpartiet) av riksdagen 1914 och 1917-1918. Han var en av de fyra senatorer som lyckades etablera sig i Vasa under finska inbördeskriget, vid sidan av Heikki Renvall, Alexander Frey och Juhani Arajärvi. Där var han chef för jordbruksexpeditionen och livsmedelsexpeditionen. Från 1920 till 1921 var han jordbruksminister. Mellan 1925 och 1948 var han landshövding i Uleåborgs län.